# Ahmed Mohammed Nouman
Ahmad Muhammad Numân (en arabe : أحمد محمد نعمان), né le 26 avril 1909 et mort le 27 septembre 1996, est un homme d'État yéménite. Il est l'un des fondateurs du Free Yemeni Movement. Il a été une fois ministre des Affaires étrangères de la république arabe du Yémen et deux fois premier ministre.
Il se retire de la politique quand son fils Muhammad Ahmad Numan est assassiné, et passe le reste de sa vie en Arabie saoudite et au Caire et à Genève. Ses archives sont conservées à l'Institut de recherches et d’études sur les mondes arabes et musulmans (Iremam) d’Aix-en-Provence.